# Nishi-Tōkyō
Nishitōkyō (en japonès: 西東京市 Nishitōkyō-shi) és una ciutat i municipi situat a Tòquio (Japó).

## Geografia
El municipi de Nishitōkyō es troba dins de la regió de Tòquio Occidental, és a dir, la zona no urbana de Tòquio. Nishitōkyō limita a l'est amb Nerima, a l'oest amb Kodaira, al sud amb Koganei i Musashino i al nord-est amb Higashikurume, tots a Tòquio. Al nord limita amb Niiza, a la prefectura de Saitama. El municipi es troba al bell mig de la plana de Musashino. Nishitōkyō té bona provisió d'aigua, ja que el riu Shakujii, el riu Shirako i el riu Shin (tributari del Shirako) travessen la ciutat. Del sud al nord del terme municipal hi han 5,6 quilòmetres i d'est a oest 4,8 quilòmetres.

### Barris
Hoya
- Fuji-machi
- Hibarigaoka
- Higashi-chô
- Higashi-fushimi
- Hoya-chô
- Izumi-chô
- Kita-machi
- Naka-machi
- Sakae-chô
- Shimo-hoya
- Shin-machi
- Sumiyoshi-chô
- Yagisawa

Tanashi
- Kitahara-chô
- Midori-chô
- Minami-chô
- Mukodai-chô
- Nishihara-chô
- Shibakubo-chô
- Tanashi-chô
- Yato-chô

## Història
Nishitōkyō es va fundar oficialment el 21 de gener de 2001 a partir de la unió dels municipis de Hoya i Tanashi. El nom actual del municipi vol dir en japonès "Tòquio occidental".

## Administració

### Batlles
| Nom | Nom             | Inici | Fi   |
| --- | --------------- | ----- | ---- |
|     | Kôhan Hôya      | 2001  | 2005 |
|     | Kôji Sakaguchi  | 2005  | 2013 |
|     | Kôichi Maruyama | 2013  | Ara  |

### Assemblea municipal
| Partit | Partit                           | Partit | Membres |
| ------ | -------------------------------- | ------ | ------- |
|        | Partit Liberal Democràtic        | PLD    | 9 / 28  |
|        | Kōmeitō                          | KMT    | 5 / 28  |
|        | Partit Comunista Japonés         | PCJ    | 4 / 28  |
|        | Partit Democràtic Constitucional | PDC    | 3 / 28  |
|        | Tokyo Seikatsusha Network        | NET    | 2 / 28  |
|        | Grup Unió Futur                  | Ind    | 2 / 28  |
|        | Independents                     | Ind    | 3 / 28  |
|        | Escons vacants                   |        | 0 / 28  |